# Federwiesgraben
Der Federwiesengraben ist ein linker Zufluss der Rohrach in den mittelfränkischen Landkreisen Donau-Ries und Weißenburg-Gunzenhausen.

## Verlauf
Der Federwiesengraben entspringt im Nördlinger Ries auf einer Höhe von 431 m ü. NHN am Waldrand südöstlich von Kronhof unweit der Staatsstraße 2384 auf dem Gebiet der Gemeinde Polsingen. Nach wenigen Metern tritt der Fluss in das Gemeindegebiet von Munningen im Landkreis Donau-Ries über. Er fließt beständig in eine westliche bis südwestliche Richtung, anfangs am Waldrand entlang, dann durch eine weite Offenlandschaft. Der Bach fließt dabei relativ parallel von der nur wenige hundert Meter weiter nördlich liegenden Rohrach sowie dem wenige hundert Meter weiter südlich liegenden Riedgraben. Der Federwiesengraben mündet nach einem Lauf von rund 2,63 Kilometern auf einer Höhe von 419 m ü. NHN in Laub von links bzw. von Süden in die Rohrach. Der Federwiesengraben hat keine bedeutenden Zuflüsse.
Der Federwiesengraben entwässert ein Einzugsgebiet von etwa 2,7 km².